# ルーカス・リヒト
ルーカス・リヒト（Lucas Matías Licht, 1981年4月6日 - ）は、アルゼンチン・サンタフェ州ロサリオ出身のサッカー選手。クラブ・デ・ヒムナシア・イ・エスグリマ・ラ・プラタ所属。ポジションはディフェンダー（左サイドバック）。

## 経歴

### クラブ
クラブ・デ・ヒムナシア・イ・エスグリマ・ラ・プラタの下部組織で育ち、ミッドフィールダーとして2001年にデビューした。リヒトにはユダヤ系の先祖がおり、イスラエル・リーグでは外国人扱いされないために、3年間に渡ってマッカビ・ハイファFCの獲得リストに載った。マッカビ・ネタニヤFCのトライアルを受けたが、クラブから契約は提示されず、ハポエル・イロニ・キリヤット・シュモナFCのトライアルを受けた後、アルゼンチンに戻ってヒムナシアでの最後のシーズンを過ごした。クラウスーラ2006シーズンのCAインデペンディエンテ戦では40mもの距離から決勝点となるミドルシュートを決めた。

#### ヘタフェCF
2006年にリーガ・エスパニョーラのヘタフェCFと4年契約を結び、2006-07シーズンはハビエル・パレデスの控えとして8試合に出場したが、出場機会の少なさから母国に戻ることも考えていたという。パレデスがレアル・サラゴサに引き抜かれると、ミカエル・ラウドルップ新監督の下、新加入のフランク・シニョリーノとのポジション争いを制し、疑いの余地のないレギュラーとなった。2007年12月22日、UDアルメリア戦で移籍後初得点を決めた。8試合に出場したUEFAカップは準々決勝まで勝ち進み、コパ・デル・レイは2シーズン連続で決勝に進出するなど、クラブの歴史に残るシーズンとなった。
2008-09シーズンは29試合に出場したが、シーズン途中で監督が代わり、最終節まで残留が決まらないなど、前シーズンとは打って変わって試練のシーズンとなった。2009-10シーズンは開幕から1試合も出場せず、2008-09シーズン終盤から指揮を執っていたミチェル監督から余剰戦力扱いを受けたため、シーズン途中にヘタフェとの契約を解消した。

#### ラシン・クルブ
2009年12月13日に母国のラシン・クルブと3年契約を結んだ。

### 代表
2010年2月4日、ジャマイカとの親善試合に向けた、国内組だけで構成されたアルゼンチン代表に招集された。試合には出場しなかった。